# Forcipomyia nodosa
Forcipomyia nodosa är en tvåvingeart som beskrevs av Saunders 1959. Forcipomyia nodosa ingår i släktet Forcipomyia och familjen svidknott. Inga underarter finns listade i Catalogue of Life.